# اوبرتولبا
اوبرتولبا (به آلمانی: Oberthulba) یک منطقهٔ مسکونی در آلمان است که در Bad Kissingen واقع شده‌است. اوبرتولبا ۵٬۱۴۶ نفر جمعیت دارد.